# Camponotus riehlii
Camponotus riehlii é uma espécie de inseto do gênero Camponotus, pertencente à família Formicidae.